# Parque Ariel Sharon

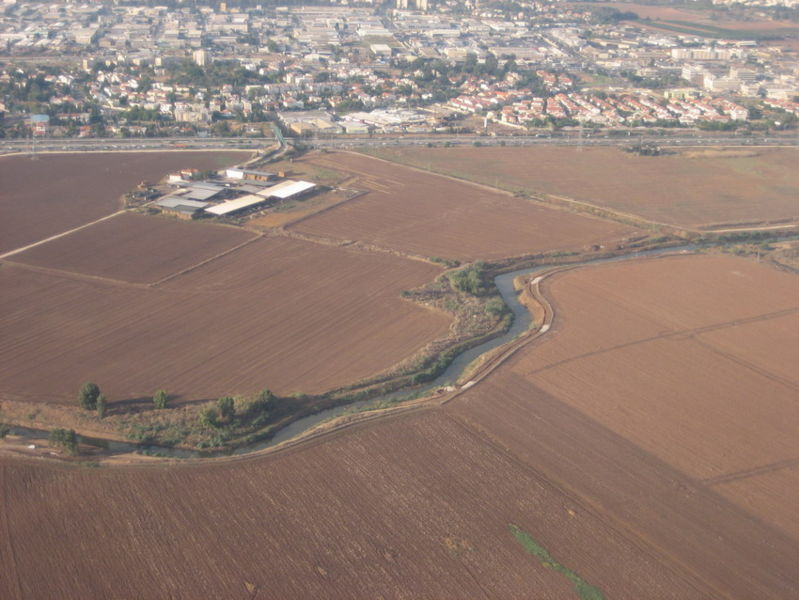

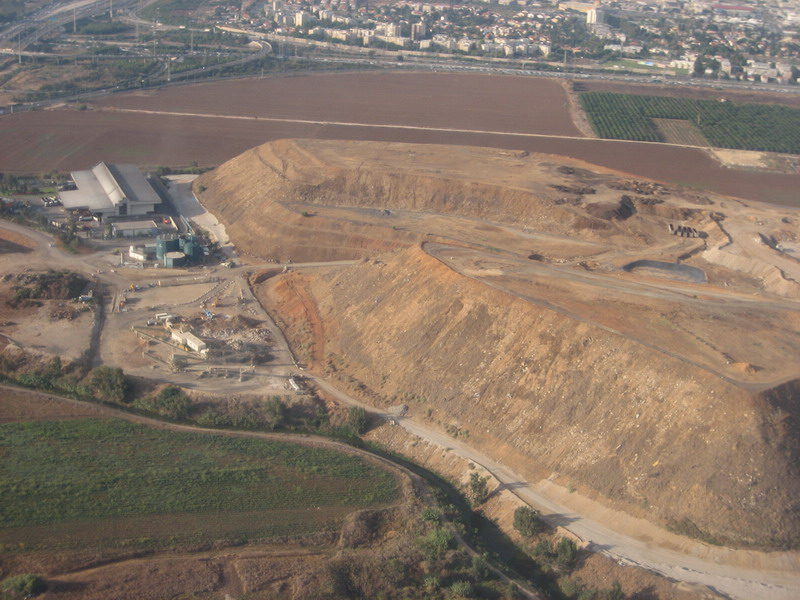

Parque Ariel Sharon (פארק אריאל שרון -/ también llamado: Parque Ayalon) es un gran parque público urbano que está previsto que se construirá en el sur del Área Metropolitana de Tel Aviv, en a la llanura de inundación del Río Ayalon. El Río Azor y la Río Kofer están conectados al río en la zona del parque. La  Ruta 1 y la  Ruta 44 van a tener parte de su recorrido en la zona prevista del parque. El parque está previsto que se abra en el año 2020 en el sur de Tel Aviv y también entre las ciudades de Jolón, Azor y Ramat Gan. El parque esta proyectado para ser conectado a la terminal del Parque Menachem Begin  en el sur de Tel Aviv y el Mikve Israel escuela agrícola en Jolón. el parque va a ser uno de los parques más grandes de Israel y uno de los más grandes del Oriente Medio.
Ya hay senderos para uso de la bicicleta en el parque.

## Antiguo Bnei Brak
En el área del parque se encuentra la ciudad vieja de Bnei Brak, que se menciona en el libro Hagadá en el judía Vacaciones de Pascua.

## Parque de reciclaje
Entre los años 1952 y 1998, el área se utilizó un vertido de residuos basurero llamada Hiriya. En 2002, el gobierno israelí decidió rehabilitar el sitio y construir un gran parque alrededor del vertedero con un centro de reciclaje. En 2004, un  alemán arquitecto ganó el puesto para el nuevo diseño del sitio. En 2007, el Centro de Estudios Ecológicos abrió en el parque de reciclaje. En 2010, el parque de reciclaje ganó un premio del Centro Europeo de Arquitectura en la categoría de "Arquitectura del Paisaje" al mejor diseño verde para ese año.